# 蛮族
蠻族（英語：Barbarian）一詞在西方历史源自古希腊时期。由于罗马人与希腊人属于同种语系，因此在这两个民族之间存在通用语，而这个词的词源指的是不会说通用语的民族，从未提起这些民族是野蛮的或者不开化的。Barbarian一词来源于古希腊语βάρβαρος，可以指相对于希腊的“东方人”或“外邦人”，雖这一称谓逐渐成为对“未开化的部落和民族”的称呼，其实是一个谬误。因为在古希腊、古罗马时期，日耳曼人、西徐亚人、高卢人、阿勒曼尼人、西亞人、非洲人都属于蛮族。
野蛮人是被认为是不文明或原始的人。野蛮人可以是某个人认为其文明程度或秩序较差的国家的任何成员（例如部落社会），但也可以是某个“原始”文化群体（例如游牧民族）或社会阶层（例如强盗）的一部分）在自己国家的内部和外部。“野蛮人”也可能是指残酷，好战的人。

## 中國
在中國歷史中，「蠻族」一詞指涉非中原地區的、文化異於華夏的民族，最早在先秦時代，「蠻」字僅用於指涉位於南方的的非華夏族群，後來才及於其他四周民族。除蛮外，有苗、傜、僚、土、仡伶等称呼。
隋唐以来，中国南方的少数民族又被称为峒蠻、洞蛮。有作者指，以明代湖南为例，当时少数民族统称为蛮，其对应的当代民族，“需作具体分析，不能一概而论”。